# Tokod
Tokod là một làng thuộc hạt Komárom-Esztergom, Hungary. Làng này có diện tích 14,91 km², dân số năm 2010 là 4243 người, mật độ 285 người/km².